# 方輿勝覽
《方輿勝覽》是南宋時期地理总志，全書分前集四十三卷，後集七卷，續集二十卷，拾遗一卷，凡七十卷，宋祝穆撰。
《方輿勝覽》成於宋理宗时，记宋初临安府（今浙江杭州）轄下的浙西路、浙東路、江東路、江西路等十七路，各系所属府州军於下，並以临安府为首，內容首记“建置沿革”，次記有郡名、風俗、形勝、土產、山川等“事要”。前集記“浙西路起”，止於“海外四州”，共四十三卷。后集記“淮东和淮西两路”，共七卷。续集記“成都路”起，止於“利西路”，共二十卷；拾遗则記“览安府”至绍熙一卷。《方舆胜览》成书后，其子祝洙又加以重订，增补五百余条内容，咸淳年间重新刊行于世。宰相程元凤、蔡杭上奏朝廷。
本書難免有失誤處，如元绛闵忠诗石刻在广州，《方舆胜览》誤载為封州，又误以为是魏矼所作。